# How to Deal
How to Deal (bra: Meu Novo Amor; prt: O Primeiro Amor Nunca Acaba) é um filme estadunidense de 2003, do gênero comédia dramático-romântica, dirigido por Clare Kilner, com roteiro de Neena Beber baseado nos romances That Summer e Someone like You, de Sarah Dessen.

## Sinopse
Halley Martin é uma jovem estudante do ensino médio que está desiludida com o amor, após observar vários relacionamentos darem errado com pessoas próximas. Seus pais são divorciados e seu pai tem uma nova namorada que não se preocupa com nada. Sua mãe está sozinha, enquanto sua irmã está preocupada apenas com seu noivado e seu casamento que quase não está em casa. Além disso, a superficialidade de todas as pessoas da escola a convencem de que encontrar o verdadeiro amor é impossível. Quando uma tragédia acontece com o namorado de sua melhor amiga, a vida das duas muda drasticamente, além de Halley estar mais próxima de seu colega chamado Macon.

## Elenco
- Mandy Moore.... Halley Marie Martin
- Allison Janney.... Lydia Williams Martin
- Trent Ford.... Macon Forrester
- Alexandra Holden.... Scarlett Smith
- Mary Garrison.... Ashley Renee Martin
- Mackenzie Astin.... Lewis Gibson Warsher II
- Peter Gallagher.... Len Martin
- Connie Ray.... Marion Smith
- John White.... Michael Sherwood
- Nina Foch.... avó Williams
- Dylan Baker.... Steve Beckwith

## Trilha sonora
1. Billy S. - Skye Sweetnam
2. Do You Realize?? - The Flaming Lips
3. It's On The Rocks - The Donnas
4. Why Can't I? - Liz Phair
5. Wild World - Beth Orton
6. Not Myself - John Mayer
7. That's When I Love You - Aslyn
8. Thinking About Tomorrow - Beth Orton
9. Promise Ring - Tremolo
10. Take The Long Road And Walk It - The Music
11. Waves - Marjorie Fair
12. Surrender - Echo
13. Wild World - Cat Stevens